# Jéroboam II
Pour les articles homonymes, voir Jéroboam.
Jéroboam II (hébreu : ירבעם השני ou יָרָבְעָם) est roi d'Israël de -782 à -753.

## Présentation
Il succède à son père Joas et règne 41 ans en Israël, à Samarie. Son fils Zacharie lui succède.

### Dans la Bible
Son règne, évoqué dans le Deuxième livre des Rois.
Malgré les exhortations des prophètes Osée et Amos, il perpétue le polytheisme de ses prédécesseurs.

### Règne
Jéroboam II reprend à Aram les provinces perdues d'Ammon et de Moab à l'est du Jourdain, que le roi Hazaël avait jadis conquis sur Jéhu. Il accomplit ainsi une prophétie de Jonas.
Le voyage de Jonas à Ninive, durant lequel il est avalé par une baleine ou un poisson, raconté dans le livre de Jonas, aurait eu cette époque pour contexte.